# BACH-motiv

BACH-motivet

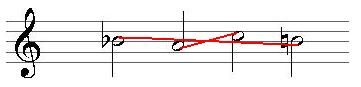
Noterna bildar ett kors.

BACH-motiv är inom musiken notsekvensen b, a, c och h. Detta fyratonsmotiv har använts av många kompositörer, vanligen som en hyllning till Johann Sebastian Bach. Att man kan tolka notbilden som ett kors, betyder att Bach också uppfattade motivet som en religiös symbol.
J. S. Bach själv använde motivet i en fuga i den avslutande delen av Die Kunst der Fuge (BWV 1080), ett arbete han inte avslutade innan han dog 1750. Det verkar som om motivet även finns med i flera av hans övriga verk såsom i slutet av den fjärde av de kanoniska variationerna av Vom Himmel Hoch (BWV 769). Förekomsten i näst sista notraden i Kleines harmonisches Labyrinth (BWV 591) anses inte särskilt framträdande och detta arbete kan till och med vara oäkta (Johann David Heinichen anses av vissa vara kompositören). I många stycken används inte de exakta noterna B-A-C-H utan en transponering.
Motivet används ofta av andra kompositörer i fugor och annan musik som använder sig av kontrapunkt, kanske för att Bach själv använde det i en fuga.
Arbeten som på ett framträdande sätt använder BACH-motivet är bland andra, i kronologisk ordning:
- Robert Schumann - Sex fugor för orgel, pedalpiano eller orgelharmonium, opus 60 (1845)
- Robert Schumann - Symfoni nr 2 i C-dur, opus 61 (viktig funktion för att introducera Bachs musik i andra trion i andra satsen)
- Franz Liszt - Fantasie und Fuge über das Thema B-A-C-H, för orgel (1855, senare arrangerad för piano)
- Nikolaj Rimskij-Korsakov - Variationer över BACH, för piano (1878)
- Max Reger - Fantasi och fuga över B-A-C-H för orgel (1900)
- Ferruccio Busoni - Fantasia contrappuntistica för piano (första versionen 1910, senare versioner 1912 och 1922)
- Arthur Honegger - Prélude, Arioso, Fughette för piano (1932, senare arrangerad för stråkorkester)
- Francis Poulenc -  Valse-improvisation sur le nom Bach för piano (1932)
- Ralph Vaughan Williams - Symfoni No.4 (1934)
- Lars Sandberg (kompositör) - Omfattning, för violin och piano (1991)
- Anton Webern - Stråkkvartett Opus 28 (1937-38)
- Jean Coulthard - Variationer över BACH för piano (1952)
- Luigi Dallapiccola - Quaderno musicale di Annalibera (1952)
- Arvo Pärt - Collage över B-A-C-H för stränginstrument, oboe, cembalo och piano (1964)
- Rudolf Brucci - Metamorfosis B-A-C-H för stränginstrument (1974)
- Milos Sokola - Passacaglia quasi Toccata on B-A-C-H  för orgel (1976)
- Alfred Schnittke - Concerto Grosso No. 3 (1985)
- Ron Nelson - Passacaglia (Homage on B-A-C-H) för blåsensemble (1990-talet)